# Lou Lecaudey
Louis „Lou“ Lecaudey (* 1990 in Bourg-en-Bresse) ist ein französischer Jazz- und Improvisationsmusiker (Posaune).
Lecaudey erhielt mit sieben Jahren seinen ersten Posaunenunterricht am Konservatorium seines Geburtsortes. Durch seine große Begeisterung für Jazz und improvisierte Musik begann er sofort, sich mit diesen Gattungen zu beschäftigen, ohne zuvor klassische Musik zu studieren. Mit 17 Jahren zog er nach Lyon, wo ihn der kanadische Trompeter Pierre Lafrenaye unterrichtete. Im Alter von 21 Jahren zog er nach Basel, wo er an der Hochschule für Musik bei Adrian Mears studierte und in Gruppen wie Mama Magnet, Magnezo und einem Posaunentrio mit Simon Girard und Raphael Rossé spielte. Lecaudey arbeitete für ein Jahr als freischaffender Posaunist und Komponist in Berlin, wo er zum New German Art Orchestra von Lars Seniuk gehörte; er lebt heute in Freiburg im Breisgau. Er leitet sein eigenes Projekt Double Moon und ist zudem auf Alben von Kenneth Dahl Knudsen, Jan-Andrea Bard, Tobias Meinhart und Johannes Maikranz zu hören.